# ARL 44
Der ARL 44 war ein französischer schwerer Panzer, der in der Zeit nach dem Zweiten Weltkrieg in der französischen Armee eingesetzt wurde.

## Geschichte
Konstruiert wurde der Panzer vom Konstruktionsbüro Atelier de Construction de Rueil. Bereits unter der deutschen Besetzung während des Zweiten Weltkrieges wurden in Frankreich geheime Entwicklungsarbeiten für einen eigenen neuen Panzer betrieben. Hauptsächlich basierte der Panzer auf dem Fahrgestell des Vorkriegsmodells Char B1. Als Antrieb wurde der Maybach-HL-230-Motor verwendet, der schon in deutschen Panzermodellen wie dem Panther, dem Tiger I und II sowie beim Jagdtiger zum Einsatz gekommen war.
Nach der Landung in der Normandie und der Befreiung wichtiger Industrieanlagen wurde umgehend mit der Produktion begonnen, an der hauptsächlich die Firmen FAMH (40 Stück) und Renault (20 Stück) beteiligt waren. Das erste Fahrzeug wurde 1944 fertiggestellt. Insgesamt wurden nur 60 Stück produziert. Der ARL 44 wurde im 503e régiment de chars de combat eingesetzt, das in Mourmelon-le-Grand stationiert ist. Mit diesem Typ wurden 17 von Frankreich genutzte Panther-Panzer deutscher Produktion ersetzt, die in diesem Regiment verwendet wurden.

## Verbliebene Exemplare
Im Jahr 2008 wurden drei verbliebene ARL 44 gezählt. Ein ARL 44 ist im Musée des Blindés in Saumur ausgestellt; ein Weiterer ist ein Denkmal in Mourmelon-le-Grand, und ein Dritter ist ein Wrack auf dem Übungsplatz des Stützpunkts des 2. Dragonerregiments in Fontevraud. Es ist relativ vollständig, aber die Kanone ist vom Turm abmontiert.
Später wurden zwei weitere gefunden, die 2017 in La Wantzenau auf die Restaurierung durch den Verein ASPHM warten.